# La Santa (Lanzarote)
La Santa is een plaats in de gemeente Tinajo op het Spaanse eiland Lanzarote. Het dorp telt 866 inwoners (2007). 
Er is een kleine haven en een aantal hotelcomplexen.

## Verkeer en vervoer

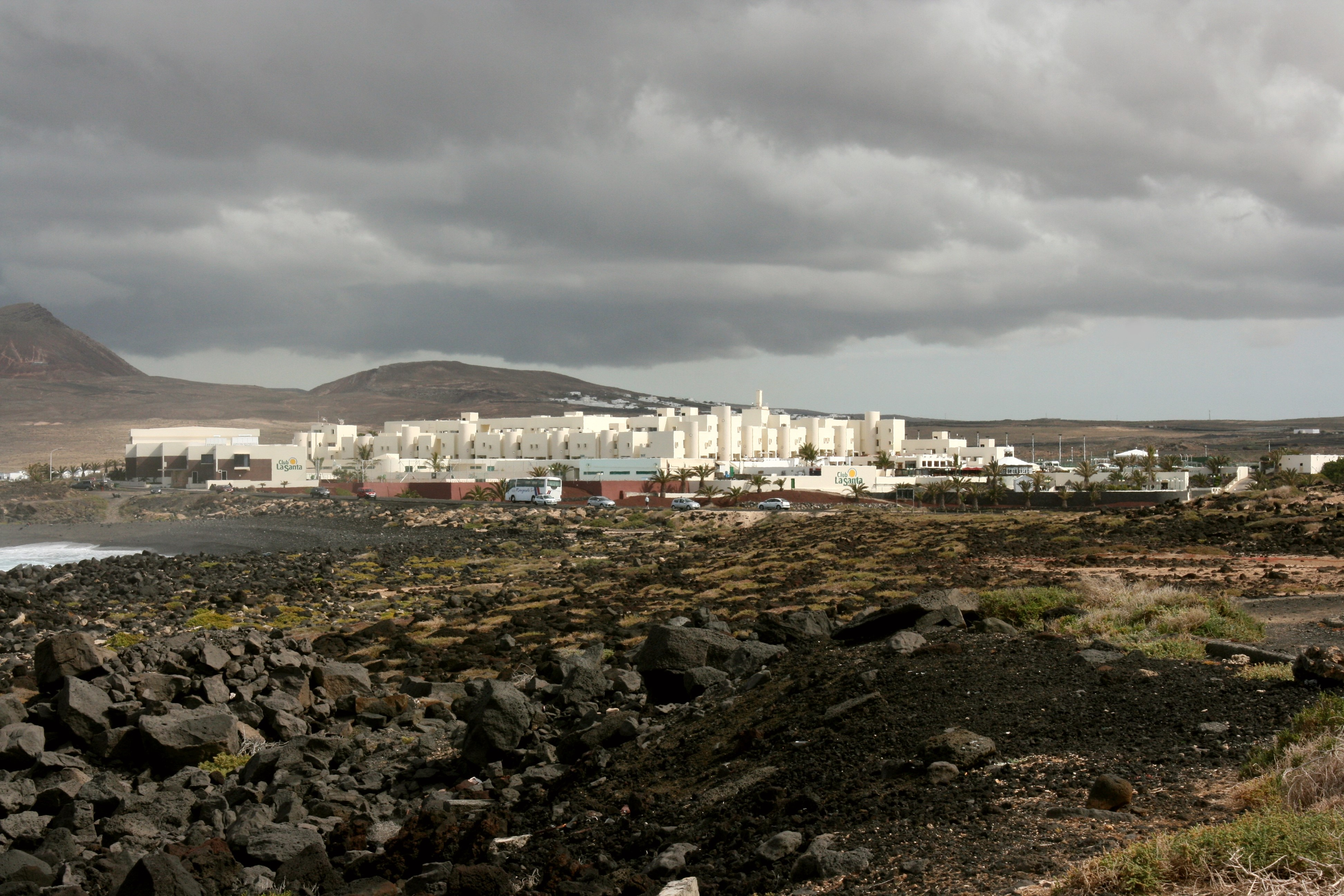

Het dorp is bereikbaar over de LZ-67.

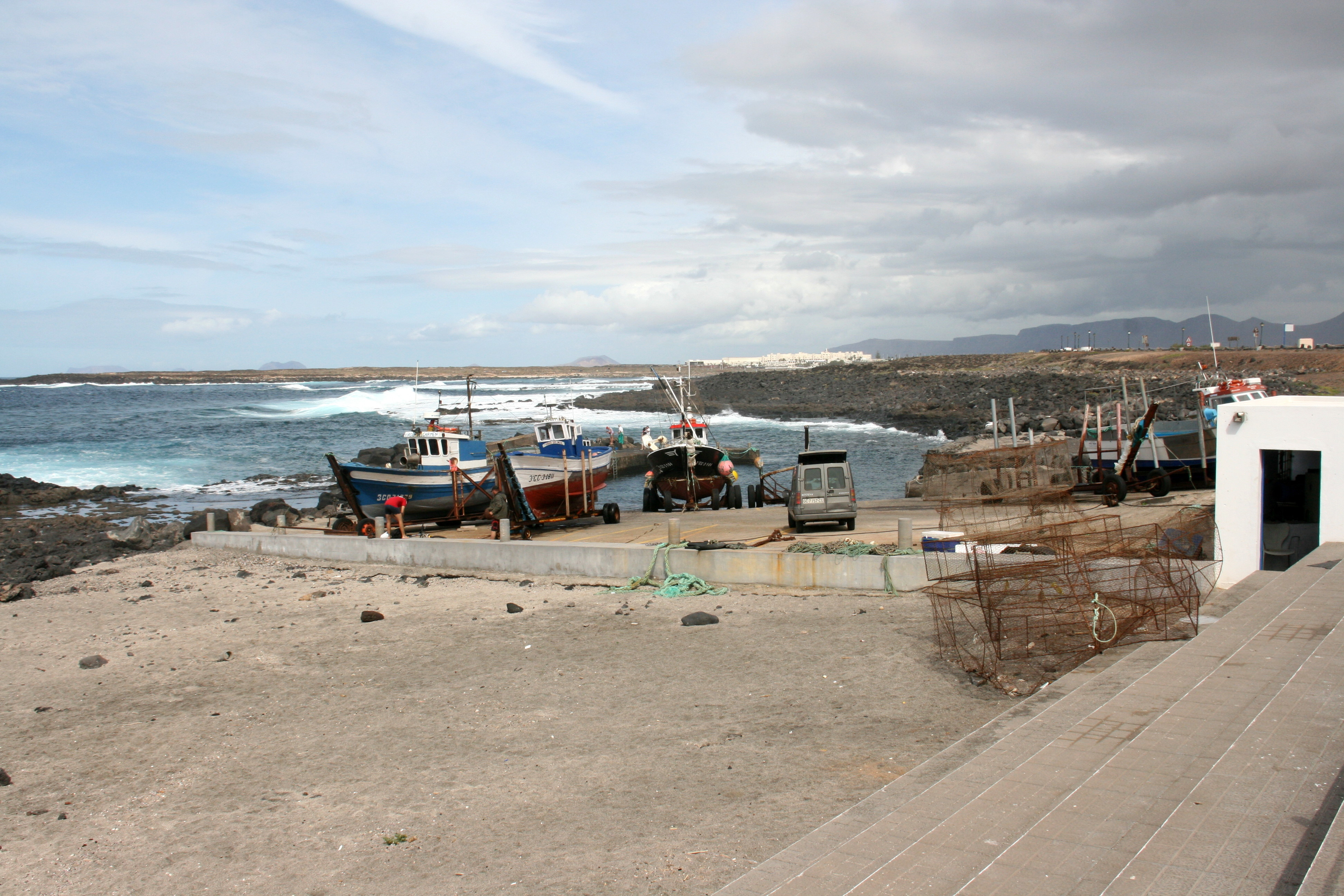
Haventje
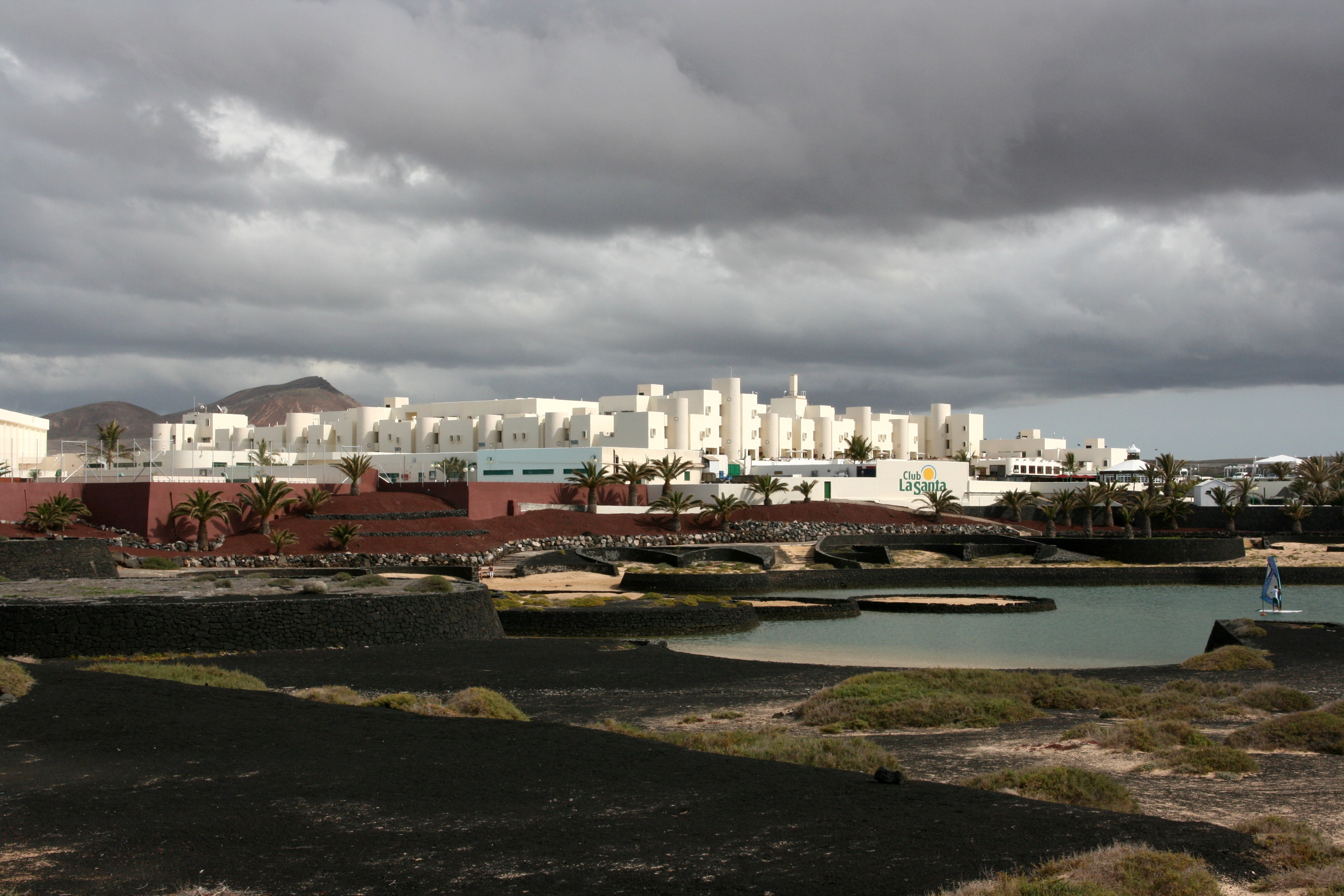
Club La Santa